# نورمن مینتا
نورمن مینتا (انگلیسی: Norman Mineta; زادهٔ ۱۲ نوامبر ۱۹۳۱ – ۳ مهٔ ۲۰۲۲) سیاست‌مدار اهل ایالات متحده آمریکا بود. مینتا در زمان ریاست جمهوری بیل کلینتون و جرج دابلیو. بوش یکی از اعضای کابینه بود.
وی همچنین برندهٔ جوایزی همچون نشان افتخار آزادی رئیس‌جمهوری و مدال خدمات برجسته ناسا شده‌است.

## مرگ
مینتا در ۳ مه ۲۰۲۲ براثر بیماری قلبی در اج واتر مریلند در سن ۹۰ سالگی درگذشت.